# Aspidiotus
Aspidiotus es un género de insectos homópteros de la familia Diaspididae. En él se incluyen diversas especies de cochinilla. que pueden llegar a se una plaga en distintos cultivos agrícolas.
Aunque vulgarmente a algunos se les denomine como piojos, no tienen nada que ver con los piojos del orden Phthiraptera que se desarrollan como parásitos sobre diversas especies de animales, incluido el hombre.
Especies incluidas:
- Aspidiotus cryptomeriae
- Aspidiotus destructor - Cochinilla del coco
- Aspidiotus nerii - Piojo blanco
- Aspidiotus perniciosus - Piojo de San José